# Monaster Chiajna
Monaster Chiajna – cerkiew prawosławna i dawny klasztor w Bukareszcie, w dzielnicy Giulești, będąca w stanie ruiny. 
Budowa rozpoczęła się za panowania Aleksandra Ipsilanti (1774-1782) i została zakończona przez Mikołaja Mavrogheni (1786-1790). Została wybudowana w stylu neoklasycystycznym i była uważana za bardzo dużą w swoich czasach: 43 m długości i 18 m wysokości, o ścianach grubości 1 i 2 metry.
Kościół miał być jednym z najważniejszych miejsc kultu w Rumunii, ale tak się nie stało. Klasztor został opuszczony podczas zarazy za panowania Aleksandra Ipsilanti. 
Inne źródła mówią, że prace nad klasztorem rozpoczęły się w 1792 roku, ale zostały porzucone w czasie zarazy, kiedy hospodarem był Michał Suțu.
Wieża cerkwi zawaliła się podczas trzęsienia ziemi w 1977 roku.